# Maurizio Iorio
Maurizio Iorio (ur. 26 czerwca 1959 w Mediolanie) – włoski piłkarz, występujący podczas kariery na pozycji napastnika.

## Kariera klubowa
Karierę piłkarską Maurizio Iorio rozpoczął w czwartoligowym Vigevano Calcio w 1975 roku. Dobra gra zaowocowała transferem do pierwszoligowej Foggii rok później. Na debiut w Serie A musiał poczekać do 23 października 1977, kiedy to Foggia pokonała 1-0 Torino FC. Pierwszą bramkę w Serie A zdobył niespełna miesiąc później 20 listopada w meczu z Pescarą. Po spadku Foggi do Serie B w 1978 Iorio odszedł do Torino. Przygoda z turyńskim klubem trwała sezon, podobnie jak następna z Ascoli.
W latach 1980–1982 Iorio był zawodnikiem drugoligowego Bari. Dobra gra w Bari zaowocowała transferem do AS Roma. Z Romą zdobył mistrzostwo Włoch w 1983. Po sezonie odszedł z Romy do Hellasu Verona, lecz po roku powrócił do niej. W 1985 został zawodnikiem ACF Fiorentina. W drużynie Violi wiodło mu się słabo (tylko 1 bramka w 25 meczach), dlatego w październiku 1986 odszedł do drugoligowej Brescii. W klubie z północnych Włoch występował do października 1988, kiedy to odszedł do występującej w tej samej klasie rozgrywkowej Piacenzy. W 1989 powrócił do Hellasu Verona. Po spadku klubu z Verony do Serie B niespodziewanie w październiku 1990 został zawodnikiem Interu Mediolan. W barwach nerroazurrich zadebiutował 12 grudnia 1990 w wygranym 5-1 spotkaniu wyjazdowym z Ceseną. Ostatni raz w barwach czarno-niebieskich wystąpił 26 maja 1991 w wygranym 2-0 meczu ligowym z Lecce. W Interze rozegrał tylko pięć meczów ligowych, dlatego w listopadzie 1991 odszedł do Genoi, w której w 1993 zakończył piłkarską karierę. Ogółem w latach 1977–1993 w Serie A rozegrał 190 spotkań, w których zdobył 35 bramek.
| Sezon   | Klub            | Kraj   | Rozgrywki | Mecze | Bramki |
| ------- | --------------- | ------ | --------- | ----- | ------ |
| 1975/76 | Vigevano Calcio | Włochy | Serie D   | 6     | 2      |
| 1976/77 | US Foggia       | Włochy | Serie A   | 0     | 0      |
| 1977/78 | US Foggia       | Włochy | Serie A   | 21    | 7      |
| 1978/79 | Torino FC       | Włochy | Serie A   | 15    | 3      |
| 1979/80 | Ascoli Calcio   | Włochy | Serie A   | 11    | 1      |
| 1980/81 | AS Bari         | Włochy | Serie B   | 29    | 10     |
| 1981/82 | AS Bari         | Włochy | Serie B   | 36    | 18     |
| 1982/83 | AS Roma         | Włochy | Serie A   | 25    | 5      |
| 1983/84 | Hellas Verona   | Włochy | Serie A   | 25    | 14     |
| 1984/85 | AS Roma         | Włochy | Serie A   | 16    | 1      |
| 1985/86 | ACF Fiorentina  | Włochy | Serie A   | 25    | 1      |
| 1986/87 | ACF Fiorentina  | Włochy | Serie A   | 0     | 0      |
| 1986/87 | Brescia Calcio  | Włochy | Serie A   | 8     | 1      |
| 1987/88 | Brescia Calcio  | Włochy | Serie B   | 31    | 8      |
| 1988/89 | Piacenza Calcio | Włochy | Serie B   | 20    | 5      |
| 1989/90 | Hellas Verona   | Włochy | Serie A   | 24    | 3      |
| 1990/91 | Inter Mediolan  | Włochy | Serie A   | 5     | 0      |
| 1991/92 | Inter Mediolan  | Włochy | Serie A   | 0     | 0      |
| 1991/92 | Genoa CFC       | Włochy | Serie A   | 10    | 0      |
| 1992/93 | Genoa CFC       | Włochy | Serie A   | 13    | 1      |

## Kariera reprezentacyjna
W 1984 roku Maurizio Iorio pojechał z reprezentacją olimpijską na Igrzyska Olimpijskie, na których Włochy zajęły czwarte miejsce. Na turnieju w Los Angeles wystąpił we wszystkich sześciu meczach z Egiptem, USA, Kostaryką, Chile, Brazylią i Jugosławią. Iorio występował w reprezentacji Włoch U-21 oraz w reprezentacji B. Nigdy nie zdołał zadebiutować w pierwszej reprezentacji Włoch.

## Po zakończeniu kariery
Po zakończeniu kariery piłkarskiej Iorio występował w reprezentacji Włoch w piłce nożnej plażowej oraz pracował jako komentator telewizyjny.